# Hörwache
Die Hörwache ist die Tätigkeit eines beauftragten Mitgliedes der Schiffsbesatzung zum Mithören des Seefunkverkehrs. Auf großen Schiffen ist dies Aufgabe des Funkers, den es heute jedoch nur noch auf Passagierschiffen gibt. Daneben hatten und haben die Küstenfunkstellen die Aufgabe zur Hörwache auf den Seenotfrequenzen. Nach Abschaltung der letzten deutschen Funkstelle Norddeich Radio wird die Hörwache durch Bremen Rescue Radio der DGzRS wahrgenommen.
Sie hat den Zweck, dass die Schiffsführung von Seenot-, Dringlichkeits- und Sicherheitsinformationen erfährt und dass Kontakt zu einem Schiff aufgenommen werden kann. Die Hörwache dient demnach der Sicherheit auf See sowie der Gewährleistung der Kommunikationsfähigkeit.
Schon bald gab es Autoalarm-Empfänger. Der Alarm wurde auf der Telegrafie-Frequenz ausgelöst durch 12 Striche von je 4 Sekunden Dauer im Abstand von 1 Sekunde, gesendet in der Betriebsart A2A mit 1300 Hz. Das Sprechfunk-Alarmzeichen ist ebenfalls 1 Minute lang und besteht aus zwei abwechselnd gesendeten sinusförmigen Tönen von 2200 Hz und 1300 Hz, wobei jeder Ton 250 ms lang ist. Der Autoalarm machte die Brücke und den Funkoffizier auf den Empfang eines Notsignals aufmerksam.
Der UKW-Kanal 16, der internationale Not-, Dringlichkeits-, Sicherheits- und Anruf-Sprachkanal, muss abgehört werden, wenn nicht gerade auf einem anderen Kanal kommuniziert wird. Darüber hinaus ist für GMDSS-ausgerüstete Schiffe auf See die ständige automatische Wache auf dem DSC-Kanal 70 vorgeschrieben.
Die gesamte Schifffahrt ist in deutschen Hoheitsgewässern trotz Digital Selective Calling zur Hörwache gesetzlich verpflichtet. Im Bereich von Verkehrszentralen gilt eine besondere Pflicht, den jeweiligen Arbeitskanal der Verkehrszentrale abzuhören.
Neben der Hörwache auf Sprechfunkfrequenzen gibt es die ständige Überwachung der DSC-Kanäle mittels Wachempfänger. Auf Ultrakurzwelle wird Kanal 70 überwacht und auf Grenzwelle die Frequenz 2187,5 kHz. Auf Kurzwelle gibt es bandweise DSC-Notfrequenzen, die von Seefunk-Kurzwellengeräten zyklisch überwacht werden können.
Es kann sich dabei um zum Teil elementare Informationen handeln:
- Seenotmeldungen
- Gefahrenmeldungen
- Wetterwarnungen
- Anrufe (Absprachen, z. B. Navigation – „Princess – wir passieren Sie an Backbord!“ – oder Vermittlungen)

Die Hörwache dient demnach der Sicherheit auf See sowie der Gewährleistung der Kommunikationsfähigkeit.